# Muskat och Oman
Muskat och Oman (arabiska: مسقط وعمان) var namnet på den omanska statsbildningen under 1800-talet och fram till 1970. Riket bestod av dagens Oman samt delar av Förenade Arabemiraten, sydvästra Pakistan och områden längs den östafrikanska kusten.

## Historia

### Historisk bakgrund
Grunden till riket lades redan under Yarubidynastin som på 1600-talet införde inhemskt styre i landet för första gången på 100 år, en period som också kallades det femte imamatet då deras makt byggde på ett ibaditiskt präststyre. De hade under ledning av imamen Sultan bin Saif al-Yarubi fördrivit det portugisiska kolonialväldet från dess sista fästen i Oman år 1650. Under 1700-talet tog det snabbt expanderande omanska riket över mer och mer av Portugals utposter längs den östafrikanska kusten och kunde därmed skapa ett maritimt handelsimperium som sträckte sig från Persiska viken ner till Zanzibar. 1718 utbröt långvarigt krig mellan de två största stammarna Hinawi och Ghafiri gällande en tronföljdskonflikt och 1737 invaderades Oman av det afsharidiska Persien. Den persiska expeditionen drevs ut 1744 varpå den lokale härskaren av Suhar, Ahmad ibn Said, tog makten och grundlade den i Oman än idag härskande ätten Al Bu Said. Oman ingick på 1770-talet en militär allians med Osmanska riket, som då låg i krig med Persien. 1794 erövrades Gwadar, Chabahar och öar i Persiska viken.
Redan på 1750-talet anlade Brittiska Ostindiska Kompaniet faktorier i Muskat och 1798 slöts ett vänskapsavtal med britterna, som ville skydda sina intressen i Indien från det revolutionära Frankrike och Napoleon Bonaparte. Under sultanen Hamad bin Said skildes det högsta andliga ämbetet i riket, imam av Oman, från den högsta världsliga maktpositionen, sultan av Muskat. Allt sedan dess fick de som gjorde anspråk på titeln imam av Oman att få huvudsakligt stöd från de traditionella klanerna i inlandet medan sultanen, som gjorde politiskt anspråk på hela landet, stöddes av kuststädernas köpmän och av britterna.

### 1800-talet
1806 utsågs Said ibn Sultan till ny sultan av Muskat under vilken kontakterna med britterna hela tiden ökade. 1820 slöts det fördrag som fastslog gränserna mellan de små schejkdömena vid Persiska viken och Storbritannien, där de förstnämnda som protektorat underkastades brittisk kontroll. Detta inbegrep inte formellt de självständiga härskarna av Muskat men rikets norra gränser lades ändå därmed fast, vilket tillsammans med att de saudiska wahhabiterna började ta över det inre av Arabiska halvön helt hindrade Oman från att expandera där och istället fick Said ibn Sultan fokusera på de östafrikanska besittningarna. 1837 erövrades Mombasa och 1840 flyttades hela hovet från Muskat till ön Zanzibar utanför Östafrika. Eftersom en stor del av handelsinkomsterna till Muskat berodde på slavhandel hamnade riket dock till slut i konflikt med britterna som sedan tidigt 1800-tal hade som politik att framtvinga ett slut på företeelsen. Detta fick en katastrofal effekt på Omans välstånd och statsfinanserna sinade medan en stor del av befolkningen flyttade till Zanzibar. När Said ibn Sultan avled år 1856 splittrades hela det omanska väldet itu när det under brittiska påtryckningar bestämdes att hans tredje son Thuwayni ibn Said skulle ärva Muskats tron, men hans sjätte son Majid ibn Said skulle bli sultan över det nygrundade Sultanatet Zanzibar. Formellt blev Zanzibar tributpliktigt till det gamla moderlandet men i praktiken var östaten, som bland annat på grund av fortsatt slavhandel var mycket rikare, helt oberoende. De europeiska makternas införande av ångbåtar, öppnandet av Suezkanalen och ökad konkurrens från den modernare tillverkningsindustrin i Brittiska Indien bidrog också till Omans ekonomiska nedgång.

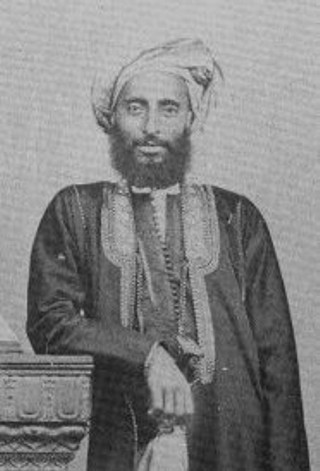
Turki ibn Said, sultan 1871-1888.

1868 tog en medlem av den styrande ätten, Azzam ibn Qais, titeln imam av Oman och störtade den sittande sultanen i ett uppror för att återskapa den forna ibaditiska teokratin och försökte ena de traditionella stamfolken i inlandet. Hos andra delar av befolkningen skapade dock krigföringen som metod för att ena landet motstånd och britterna valde att stödja en rival till tronen, Turki ibn Said, som efter att ha besegrat imam Azzam 1871 erkändes av Storbritannien som ny sultan av Muskat och Oman. Stammarna i inlandet förblev därmed bortom sultanens kontroll än en gång och stora delar av Oman styrdes helt opåverkade av hovet i Muskat.
1891 slöt sultan Faysal ibn Turki ett avtal med britterna som förbjöd Muskat och Oman från att ha diplomatiska relationer med något annat land än Storbritannien förutom i de fall då bilaterala fördrag fanns sedan tidigare, vilket i detta fall gällde USA och Franska republiken. Under Faysal ibn Turkis styre stärkte britterna sitt grep över Muskat, samtidigt som stammarna i inlandet såg sultanens beroendeställning till utlänningarna som en symbol för svaghet. Dessutom fortsatte sultanens familjemedlemmar att konspirera för att gripa makten vilket 1895 utmynnade i ännu ett uppror som krävde brittiskt ingripande.

### 1900-talets första hälft

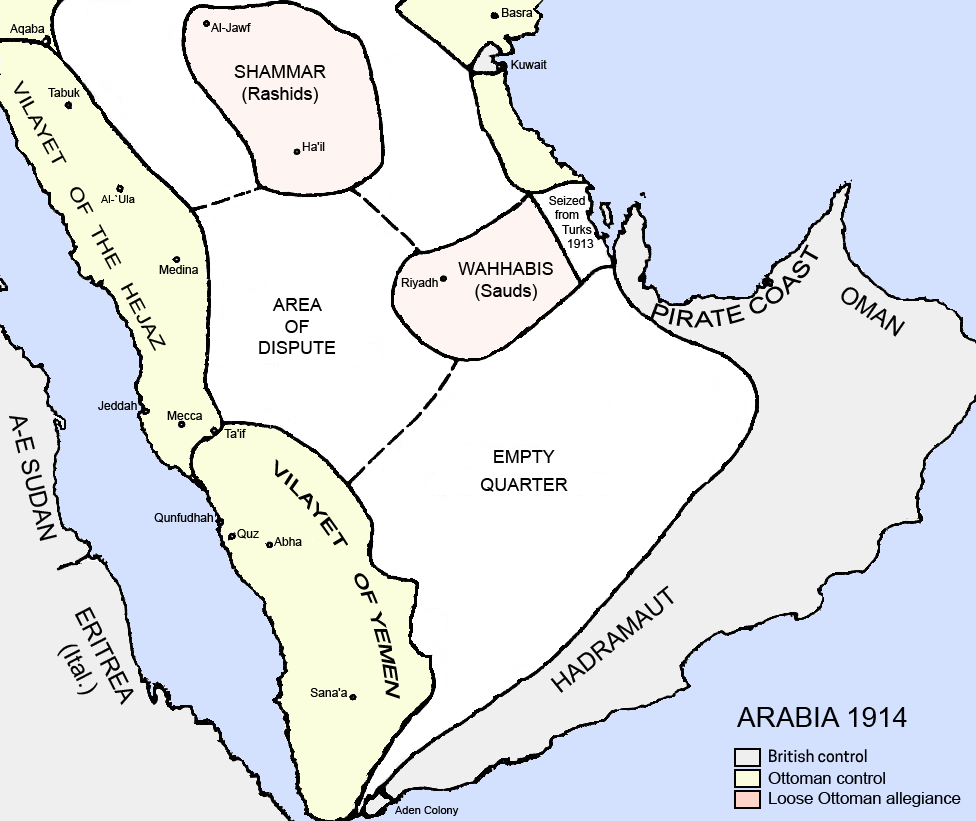
Ungefärliga gränsdragningar på Arabiska halvön 1914.

1913 återuppstod ännu en gång det gamla imamatet i Omans inland och Salim ibn Rashid al-Kharusi valdes till imam av Oman, vilken både genom sin religiösa auktoritet och förmåga att samla de djupt konservativa stamfolken bakom sig, hotade sultanens ställning. 1915 var huvudstaden nära på att falla till stamkrigarna och imamens välde men med brittisk hjälp slogs de tillbaka. 1920 slöts fördraget i Seeb där sultan Taimur ibn Faysal officiellt erkände Imamatet Omans autonoma kontroll över inlandet gentemot att imamen erkände sultanen i Muskat som nominell politisk ledare för hela landet.
Brittisk inblandning i inlandet var fram till 1920-talet minimal och så länge kontrollen över kusten var säkrad och alla hotbilder mot Indien undanröjda brydde man sig föga om Arabiska halvön. Tre faktorer bidrog till att detta förändrades radikalt under 1920-talet: Storbritanniens direktkontroll över enorma landytor i Mellanöstern som NF-mandat till följd av första världskriget, utbyggnaden av luftleder mellan Europa, Afrika och Asien samt oljans ökade roll som viktig handelsvara och upptäckten av oljefyndigheter i regionen. Det internationella konsortiet Iraq Petroleum Company, som ägdes av västvärldens största petroleumföretag, påbörjade under 1920-talet prospektering efter olja i Oman. När sultanen började ge koncessioner för oljeutvinning i inlandet påbörjade imamen Ghalib bin Ali, som stöddes av de religiöst konservativa saudierna, år 1954 Jebel Akhdar-upproret. Med brittiskt stöd lyckades sultan Said ibn Taimur dock krossa imamens styrkor efter fem år och den autonoma teokratin i inlandet avskaffades.

### Kalla kriget
Den sista fjärran besittningen, Gwadars hamn i Omanbukten, överlämnades till Pakistan 1958. När antalet uppror ökade, bland annat Dhofarupproret, iscensatt av kommunistregimen i Sydjemen, motiverades britterna att stödja sultanen. Efter en statskupp förenades Muskat och Oman till att bli Sultanatet Oman i augusti 1970.
1976 säkrade sultanen, återigen med brittiskt stöd, sin makt över hela Oman och slog ner upproret.

## Ekonomi

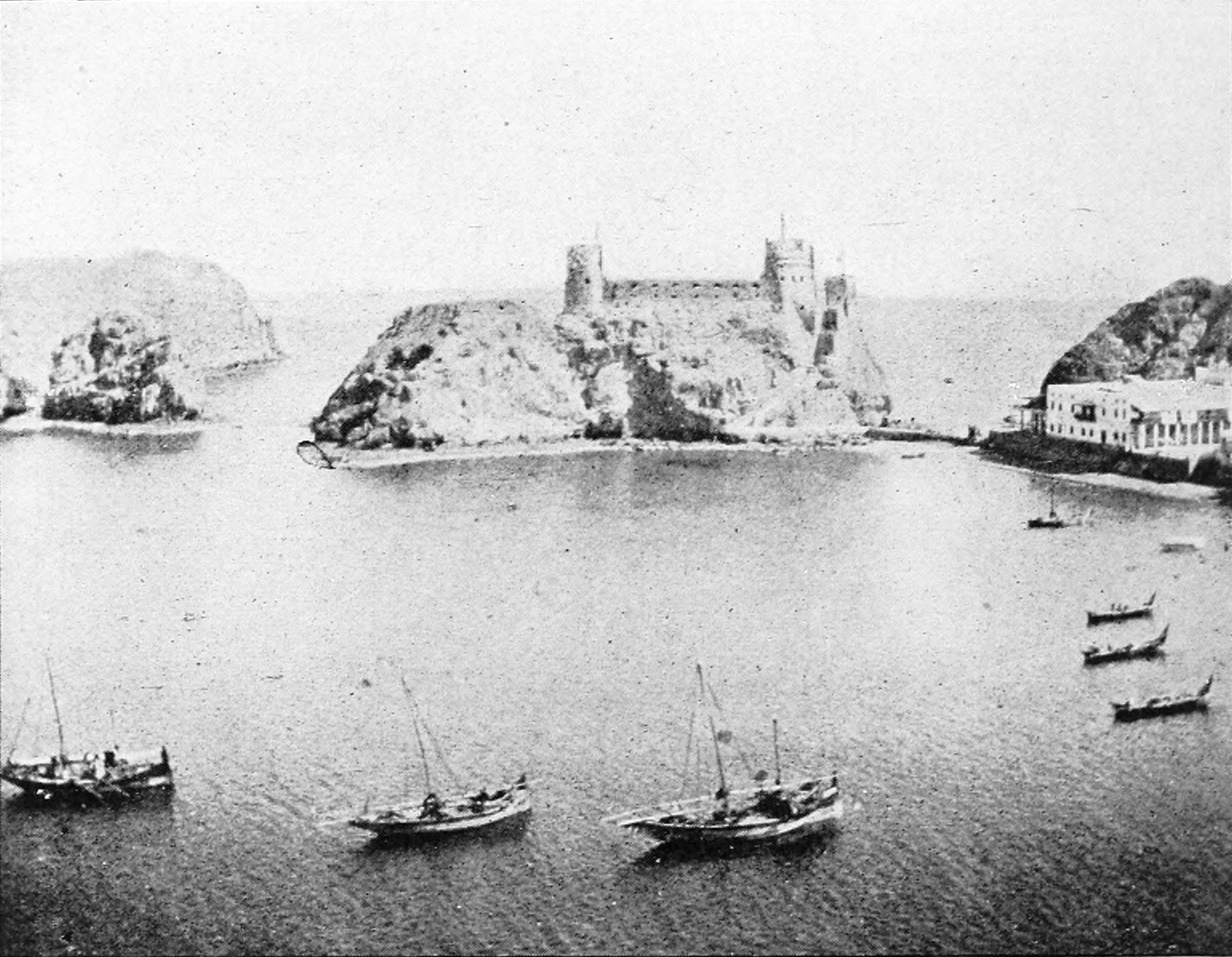
Muskats hamn 1903.

Efter att oljefyndigheter gjorts påbörjades oljeutvinning under 1920-talet av Anglo-Persian Oil Company.